# Бранимир Петровић
Бранимир Петровић (26. јун 1982, Титово Ужице, СФРЈ) је српски фудбалер.
Петровић је на Олимпијским играма 2004. године био репрезентативац Србије и Црне Горе. Био је на списку младе репрезентације Србије и Црне Горе, када је освојено сребро у Немачкој под Пижоновим вођством на Европском првенству 2004. године.